# Klášter Valence
Klášter Valence (francouzsky Abbaye Notre Dame de Valence) je bývalý klášter v obci Couhé v departementu Vienne.
Byl založen hrabětem Hugem z Lusignanu jako cisterciácká fundace 6. srpna 1230 a jako prvotní konvent byli povoláni mniši z Clairvaux. Budovy byly značně poničeny během náboženských válek v 16. století a poté přestavěny. Roku 1791 byl konvent rozpuštěn, do dnešní doby se dochovaly zbytky kaple a refektáře.